# بطولة العالم لسباق الدراجات على الطريق 2001
بطولة العالم لسباق الدراجات على الطريق 2001 هي الدورة ال74 من بطولة العالم لسباق الدراجات على الطريق، أجريت في لشبونة، البرتغال.

## النتائج النهائية
| المسابقة              | ذهبية                          | فضية                          | برونزية                                 |
| --------------------- | ------------------------------ | ----------------------------- | --------------------------------------- |
| الرجال                |                                |                               |                                         |
| سباق الطريق ضد الساعة | أوسكار فريري (إسبانيا)         | باولو بتيني (إيطاليا)         | Andrej Hauptman ‏ (سلوفينيا)             |
| سباق الطريق المداري   | يان أولريش (ألمانيا)           | ديفيد ميلار (المملكة المتحدة) | سانتياجو بوتيرو (كولومبيا)              |
| السيدات               |                                |                               |                                         |
| سباق الطريق ضد الساعة | جيني لونغو (فرنسا)             | نيكول براندلي (سويسرا)        | ماريا تيودورا أدوراثيون روانو (إسبانيا) |
| سباق الطريق المداري   | Rasa Polikevičiūtė ‏ (ليتوانيا) | Edita Pučinskaitė (ليتوانيا)  | جيني لونغو (فرنسا)                      |
| رجال أقل من 23 سنة    |                                |                               |                                         |
| سباق الطريق المداري   | ياروسلاف بوبوفيتش (أوكرانيا)   | جيامباولو كاروسو (إيطاليا)    | Ruslan Gryschenko ‏ (أوكرانيا)           |
| سباق الطريق ضد الساعة | داني بات (الولايات المتحدة)    | سيباستيان لانغ (ألمانيا)      | James Perry (أستراليا)                  |
| شبان                  |                                |                               |                                         |
| سباق الطريق المداري   | Oleksandr Kvachuk ‏ (أوكرانيا)  | Niels Scheuneman ‏ (هولندا)    | Mathieu Perget ‏ (فرنسا)                 |
| سباق الطريق ضد الساعة | يورغن فان دن برويك (بلجيكا)    | Olexandr Kwatschuk (أوكرانيا) | Niels Scheuneman ‏ (هولندا)              |
| شابات                 |                                |                               |                                         |
| سباق الطريق المداري   | نيكول كوك (المملكة المتحدة)    | Pleuni Möhlmann ‏ (هولندا)     | مايا فلوسكوفسكا (بولندا)                |
| سباق الطريق ضد الساعة | نيكول كوك (المملكة المتحدة)    | Natalia Boyarskaya ‏ (روسيا)   | Diana Elmentaitė (ليتوانيا)             |